# Jasenowo (obwód Stara Zagora)
Jasenowo (bułg. Ясеново) – wieś w południowo-środkowej Bułgarii, w obwodzie Stara Zagora, w gminie Kazanłyk. Według danych Narodowego Instytutu Statystycznego, 31 grudnia 2011 roku wieś liczyła 700 mieszkańców.

## Uordzeni w Jasenowie
- Nojko Złatanow – rewolucjonista